# Carretón (ferrocarril)

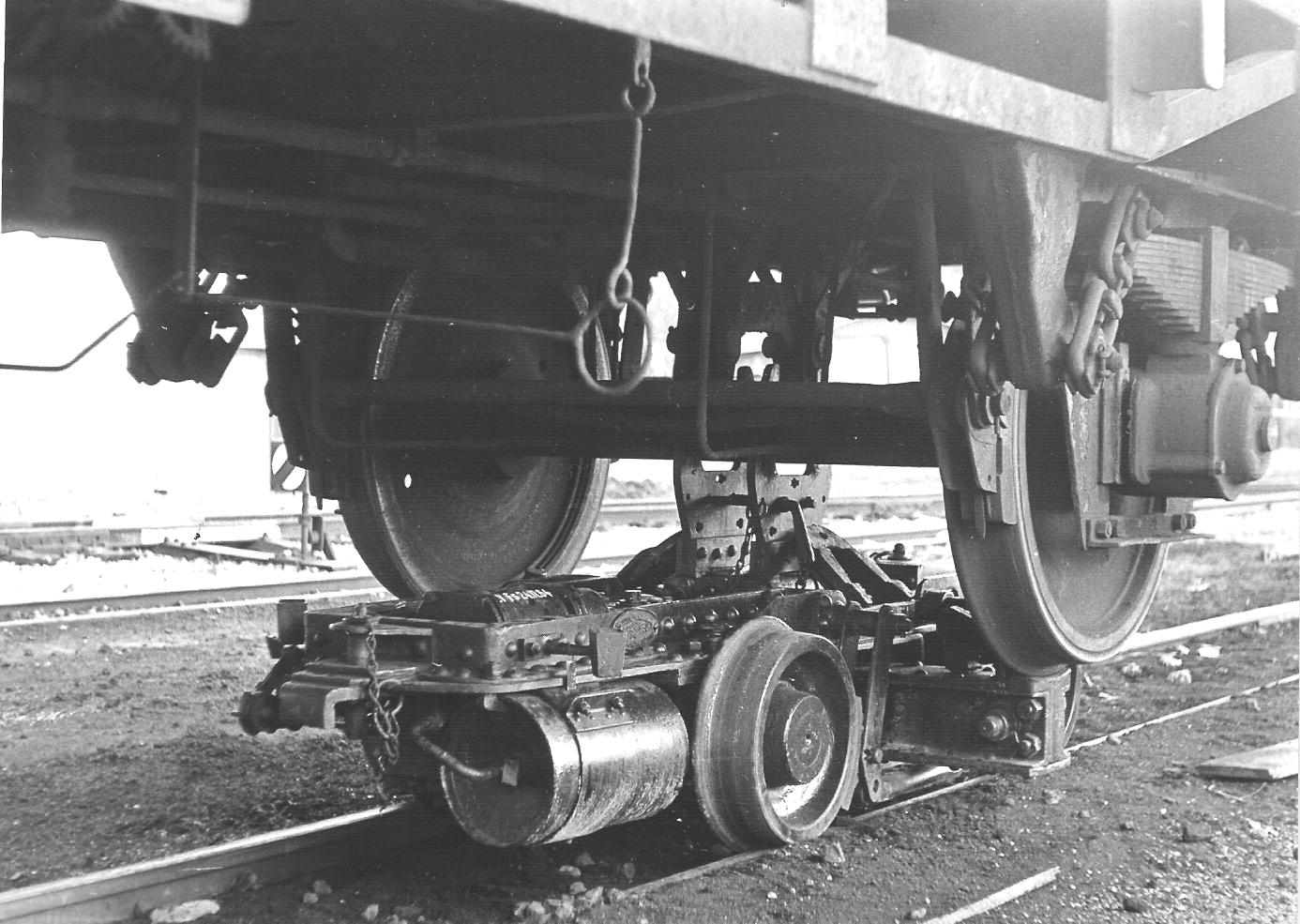
Eje de un vagón de vía estándar sobre un carretón de de ancho

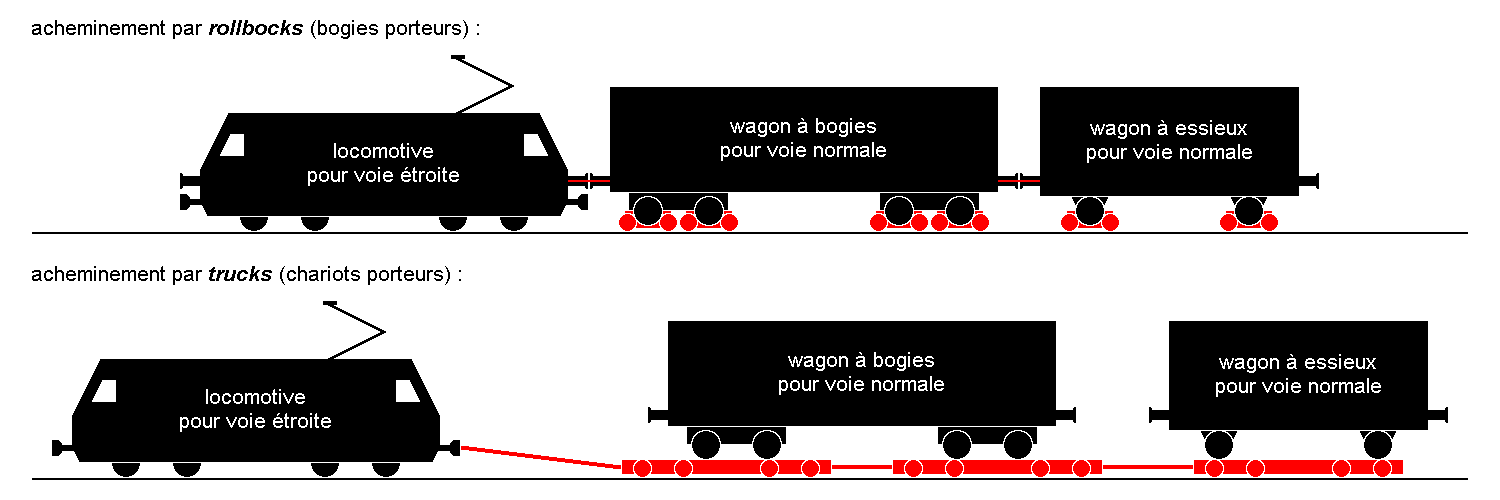
Comparación de carretones y portavagones

En terminología ferroviaria, los carretones (rollbocks en inglés), son bastidores de vía estrecha equipados con bogies o ruedas de pequeño diámetro diseñados para ser colocados debajo de cada eje del material rodante de ancho estándar, de forma que este pueda circular por una línea de vía estrecha siendo remolcado. El sistema Vevey permite que un tren acoplado de vagones de ancho estándar se cargue o ruede automáticamente sobre carretones, de modo que pueda continuar circulando a través de una discontinuidad de ancho.
El sistema utiliza un par de rieles de vía estrecha (750 o 1000 mm) colocados en un foso que se construye en medio de una vía de ancho internacional, que se eleva unos 30 cm. Permite que los bogies de los carretones se asienten debajo de las vías de ancho estándar, de manera que cada carretón levanta un eje de un vagón de ancho estándar a medida que se eleva fuera del foso. Por lo tanto, se necesitan dos carreones para un vagón de dos ejes. Fueron un desarrollo del portavagones, diseñado para mantener bajos los costos y el peso al evitar la necesidad de emplear un bastidor completo.

## Historia

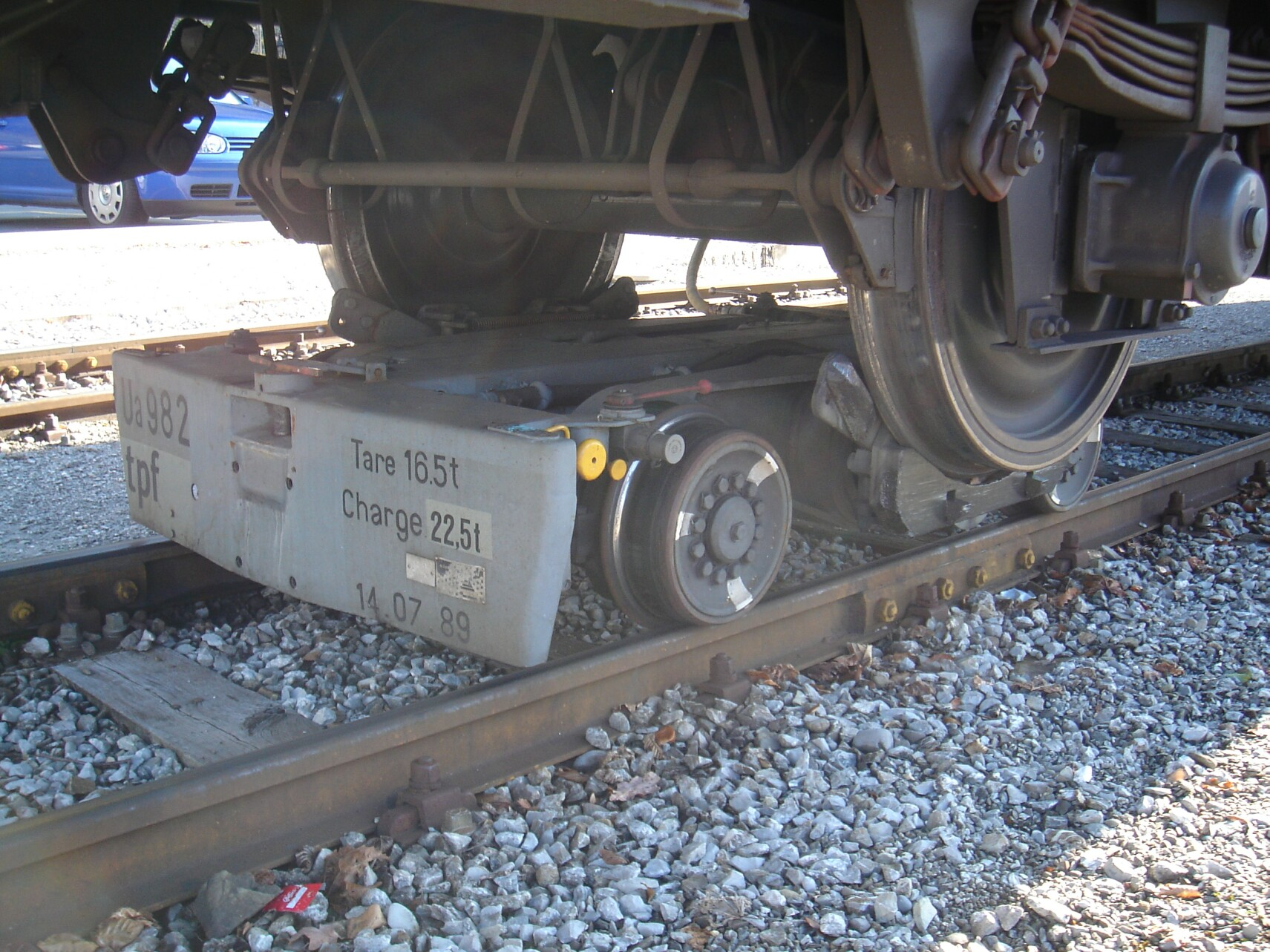
Sistema de carretones Vevey Rollbock en la Broc-fabrique (Suiza)

La invención original se remonta al portavagones ideado por la Fábrica Suiza de Locomotoras y Máquinas (SLM) de Winterthur, patentado en 1880. Es un sistema simple para cargas ligeras que encontró aplicaciones incluso cuando se inventó en 1881 el sistema de superiores características denominado Langbein, producido por la Maschinenfabrik Esslingen y que lleva el nombre de Paul Langbein (director de las instalaciones de la compañía en Saronno, Italia).
El sistema Langbein utiliza pares de garras que se pliegan lateralmente con la mano para formar un yugo alrededor de los ejes de los bogies de ancho estándar. Cuando se sacan los bogies del foso, las ruedas de ancho estándar pueden apoyarse en el bastidor para encontrar acomodo. Este método permite que los vagones sobre carretones atraviesen curvas tan pronunciadas como un radio de 15 m (49,2 pies) y, cuando están completamente cargados, pueden moverse sobre vías de vía estrecha a una velocidad segura de 20,9 km/h.
En 1974 se desarrolló un refinamiento del concepto para el Ferrocarril de Yverdon-Ste-Croix en Suiza. A diferencia del sistema Langbein, el sistema Vevey no requiere intervención manual para fijar los ejes de vía estándar sobre los bogies de vía estrecha. En este sistema, en lugar de que el eje esté soportado, las pestañas de las ruedas de los vagones están acunadas en soportes que sobresalen del costado del carretón. Esto permite rebajar la posición del centro de gravedad y aumenta la estabilidad del conjunto. Muchos usuarios modernos de los carretones Rollbock se han convertido al Sistema Vevey. La Compañía Vevey Technologies fue comprada por Bombardier en 1998.

## Utilización
Se utilizan mucho en Suiza y en España, en este último país para transportar vehículos ancho internacional en líneas de ancho ibérico.
También se utilizan en los Ferrocarriles de Vía Estrecha de Harz para transportar piedra caliza desde la cantera de Unterberg hasta Nordhausen, donde se transfieren a la red en ancho estándar del Deutsche Bahn en un foso situado entre la estación y la calle Hesseröderstraße. Los trenes son de tracción diésel y generalmente constan de 12 vagones tolva de balasto 22 metros cúbicos (776,9 ft³) Fccpps de Voestalpine Railpro; los carretones están pintados de color rosa brillante.
Hasta la década de 1990, los apartaderos para los carretones en Wernigerode se usaban todos los días para transportar mercancías hacia y desde las diversas fábricas metalúrgicas adjuntas a los Ferrocarriles de Vía Estrecha de Harz en el área inmediata. De manera similar, se usó ampliamente en el sistema de vía estrecha sajón al oeste de Dresde para transportar colín a Meißen.
El uso de la tecnología de carretones requiere que la red de vía más estrecha se construya con un gálibo lo suficientemente amplio como para poder acomodar las mayores dimensiones de los vagones de vía estándar, y eso anula una de las ventajas de costos de la construcción de una vía más estrecha. El sistema se probó en los Ferrocarriles de Vía Estrecha de Sajonia alrededor de 1900, pero no tuvo mucho éxito porque la mayor parte de las vías que requerían una mayor capacidad de transporte eran ampliadas al ancho de vía estándar de 1435 mm (4' 81/2"). No obstante, también es posible utilizar vagones de vía estrecha construidos con ejes de vía estándar, lo que les permite circular a la máxima velocidad sobre las vías de ancho estándar, utilizándose los carretones únicamente en los tramos de vía estrecha localizados en zonas de orografía más compleja. Esta aplicación requiere que el receptor del tren pueda descargar esos vagones, por lo que solo han encontrado un uso limitado.

## Galería

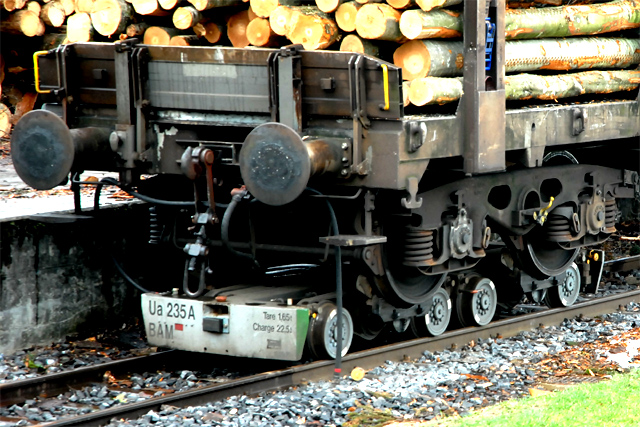
Carga de madera sobre carretones
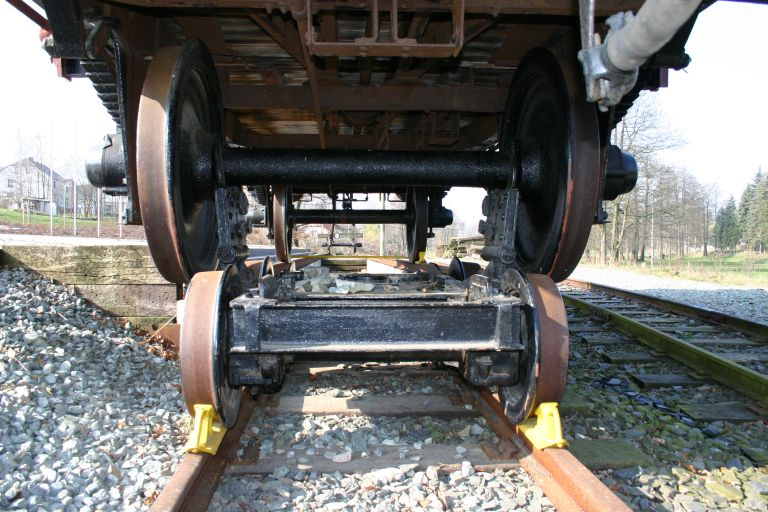
Vagón cerrado sobre carretones
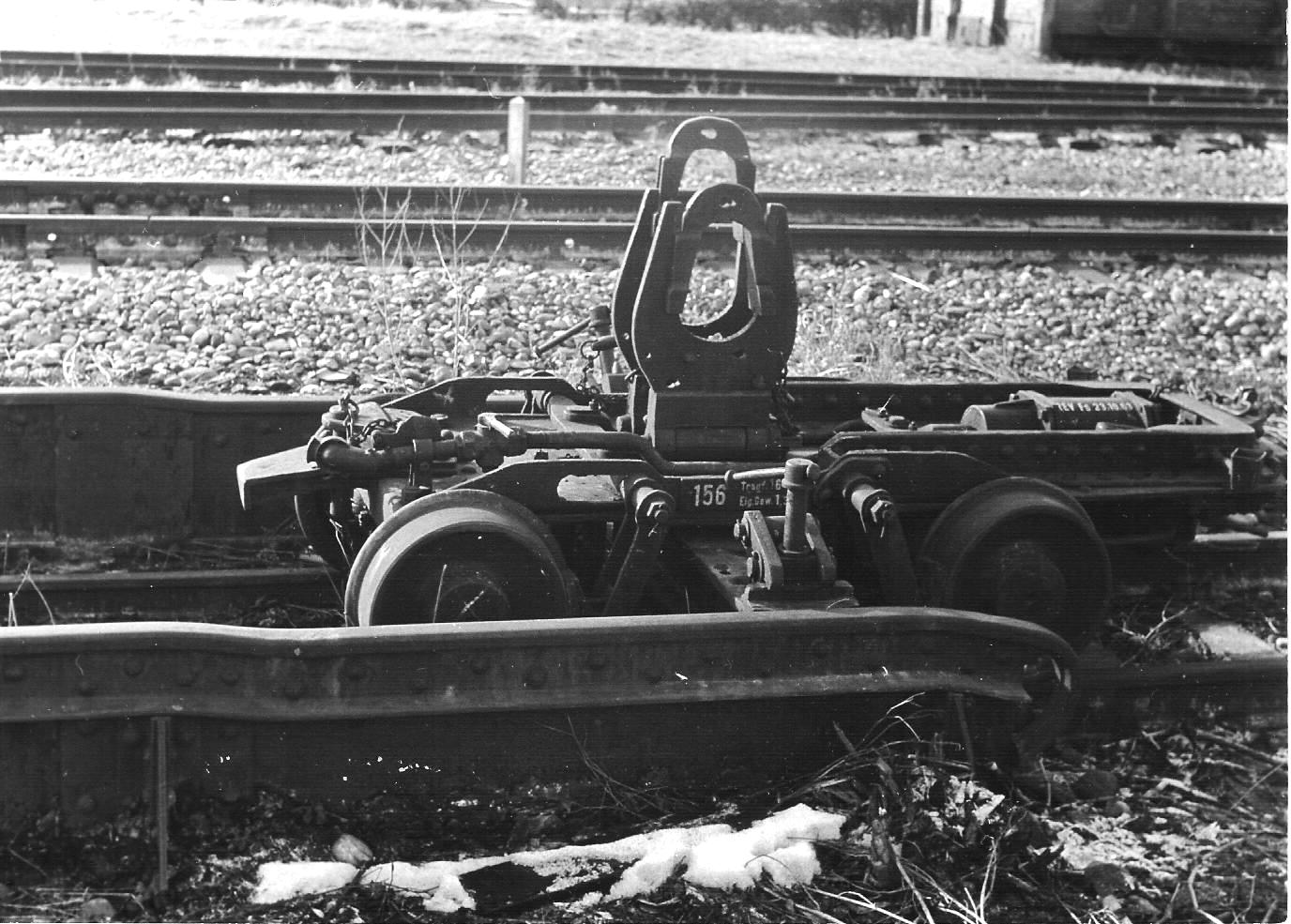
Vía de carretones (750 mm (2' 51/2"))
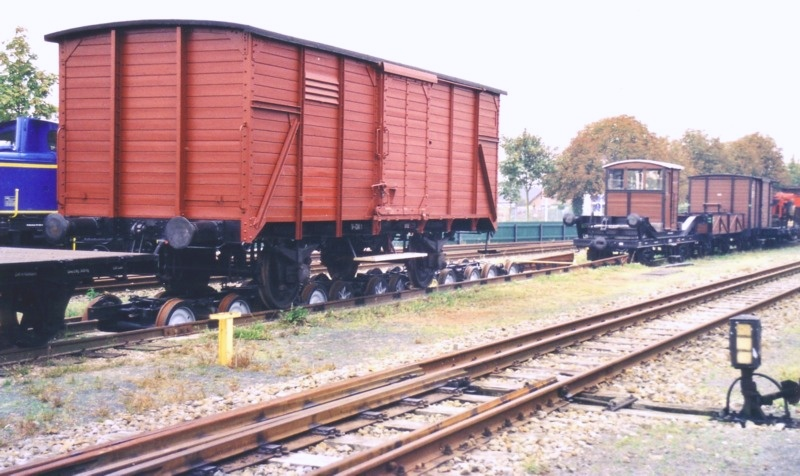
Vagón elevado sobre el foso